# 東大阪大学
東大阪大学（ひがしおおさかだいがく、英語: Higashiosaka College）は、大阪府東大阪市にある私立大学。

## 概観

### 大学全体
2003年度発足の大学で、附属高校である東大阪大学敬愛高等学校は同敷地内に位置する。
全国で初めてこども学部を設置した。

## 沿革
- 1940年（昭和15年）12月28日 - 財団法人村上学園設置認可
- 1941年（昭和16年）4月1日 - 布施高等女学校開校
- 1947年（昭和22年）4月1日 - 布施高等女学校附属中学校開校
- 1948年（昭和23年）4月1日 - 新制高等学校制度発足に伴い、「布施高等女学校」を布施学院高等学校と改称
- 1949年（昭和24年）2月15日 - 布施女子高等学校、布施女子中学校と改称
- 1951年（昭和26年）3月13日 - 財団法人村上学園が学校法人村上学園となる
- 1953年（昭和28年）4月22日 - 布施女子高等学校附属幼稚園開園
- 1963年（昭和38年）4月1日 - 柏原女子高等学校開校
- 1964年（昭和39年）1月25日 - 柏原女子高等学校を柏原高等学校と改称し、男子部を併設
- 1965年（昭和40年）
  - 1月25日 - 布施女子短期大学設置認可
  - 4月1日 - 布施女子短期大学開学。家政科を設置
- 1967年（昭和42年）4月 - 布施女子短期大学を東大阪短期大学と改称
- 1988年（昭和63年）3月31日 - 中学校廃校認可、廃校
- 2002年（平成14年）12月19日 - 東大阪大学設置認可。東大阪短期大学を東大阪大学短期大学部と校名変更認可
- 2003年（平成15年）
  - 1月24日 - 東大阪短期大学附属幼稚園を東大阪大学附属幼稚園と改称認可
  - 4月1日 - 東大阪大学開学。こども学部こども学科を設置。東大阪短期大学を東大阪大学短期大学部と、東大阪短期大学附属幼稚園を東大阪大学附属幼稚園と改称
- 2006年（平成18年）4月1日 - 敬愛女子高等学校を東大阪大学敬愛高等学校に、柏原高等学校を東大阪大学柏原高等学校に改称
- 2011年（平成23年）4月1日 - こども学部にアジアこども学科を設置
- 2021年（令和3年）4月1日 ‐ こども学部アジアこども学科の名称を国際教養こども学科と改称

## 教育および研究

### 組織

#### 学部
- こども学部
  - こども学科 - 教育学や幼児教育法を核にして子供に関わる諸事象を研究し幼稚園教諭や保育士などを養成している。
  - 国際教養こども学科　- こども学の理念の実現をめざし、「世界の中で生きる国際性」の習得、社会的自立、職業資格の獲得、国際社会への貢献を目標としている。

#### 短期大学部
- 短期大学部
  - 実践食物学科
  - 実践保育学科
  - 介護福祉学科

#### 附属機関
- こども研究センター

### 寮
- 桃風寮（大学敷地内に設置された女子寮である）

## 大学関係者と組織

### 大学関係者一覧

#### 教職員
- 小川清彦 - 学長
- 井原幸治 - アジアこども学科教授
- 吉岡みね子 - アジアこども学科教授

#### 卒業生
- 石塚晴子（陸上競技選手）
- 佐藤友佳（陸上競技選手）
- 新宮美歩（陸上競技選手）
- 津田シェリアイ（陸上競技選手）
- 三木汐莉（陸上競技選手）

## 対外関係

### 他大学との協定
- 上海師範大学（中華人民共和国）

## 附属学校
- 東大阪大学敬愛高等学校
- 東大阪大学柏原高等学校
- 東大阪大学附属幼稚園

## 公式サイト
- ウィキメディア・コモンズには、東大阪大学に関するカテゴリがあります。
- 公式ウェブサイト